# Hans Ertl (Politiker)
Hans Ertl (* 1. Januar 1889 in München; † 11. Juli 1960 in Neuburg an der Donau) war ein deutscher Landrat.

## Leben
Nach dem Abitur am Luitpold-Gymnasium München studierte Hans Ertl Rechtswissenschaften an der Ludwig-Maximilians-Universität München und leistete nach abgelegter erster juristischer Staatsprüfung in den Jahren 1912 bis 1915 den juristischen Vorbereitungsdienst. Er musste Kriegsdienst beim Landsturm leisten, absolvierte danach das zweite juristische Staatsexamen (früher Staatskonkurs) und kam, bevor er Akzessist bei der Regierung von Oberbayern wurde, zunächst als Rechtspraktikant zum Finanzamt München. 
Am 16. Februar 1922 wurde er Regierungsrat im Bayerischen Staatsministerium des Äußern. 1931 wechselte er in die Kommunalverwaltung und wurde Bezirksamtsvorstand (ab 1939 Landrat) im Bezirksamt Neuburg an der Donau (ab 1939 Landkreis Neuburg an der Donau). Mitte Mai 1945 wurde er seines Amtes enthoben und bis zum 26. Februar 1948 interniert. Im Entnazifizierungsverfahren wurde er durch die Spruchkammer Neuburg als Mitläufer eingestuft. So erhielt er als juristischer Hilfsarbeiter beim Verwaltungsgericht Regensburg eine Anstellung und wurde zum 1. Februar 1950 Richter am Verwaltungsgericht Augsburg. Dort ging er zum Jahresbeginn 1954 als Verwaltungsgerichtsrat in den Ruhestand.
Ertl war zum 1. Mai 1937 in die NSDAP eingetreten (Mitgliedsnummer 3.960.624) und später Kreisstellenleiter im Amt für Kommunalpolitik. 1933 wurde er Mitglied in der SA und förderndes Mitglied der SS.